# Mail.bg
Mail.bg e български уебсайт, предоставящ безплатна уеб-базирана електронна поща, който стартира през 2000 г.
Идеята за тази иновативна за българското пространство услуга се заражда още през ноември 1998 г. През пролетта на 1999 г. собствениците на Dir.bg вече разполагат с необходимия софтуер и пускат услуга през есента. Mail.bg стартира официално на 31 май 2000 г. NetInfo също предлагат уеб базирана поща чрез сайта си abv.bg. През следващите няколко години тези три сайта формират челната тройка на българските сайтове по популярност и приходи от интернет реклама.
Mail.bg регистрира 100-хилядния активен потребител на 17 декември 2001 г. и 200-хилядния – на 7 август 2002 г. От 2003 г. сайтът е регистриран към Комисията за защита на личните данни, с което гарантира, че въведена от потребителите информация няма да бъде използвана от трети лица.

## Услуги
Към май 2017 г. Mail.bg предлагат:
- Пощенска кутия с размер от 30 GB (впоследствие обемът нараства до 50 GB),
- Възможност за изпращане и получаване на файл с размер до 1 GB,
- Прикачване на файлове с размер до 20 MB,
- Анти-спам защита с елементи на изкуствен интелект,
- Безплатен POP3 достъп,
- Пълнофункционална адаптирана версия за мобилни телефони[5],
- Справочна информация и възможност за изпращане на електронни картички.

Mail.bg е първият български сайт, който работи по международните стандарти на Internet Advertising Bureau, които ограничават рекламата до един банер на уебстраница и възможност за статистика в реално време. Съвместно със сайта Ларго.бг, Mail.bg стартира първата българска система за поведенчески таргетирана реклама, която предоставя възможност за анализ на търсенето на оферти от потребителите и тяхното поведение в Интернет.
През септември 2007 г. създателите на сайта обявяват намерението си за реструктуриране в акционерно дружество и продажба на акции за първично публично предлагане.